# Charitas Meier
Charitas Meier OCist (* 16. Juni 1933; † 4. Dezember 2020) war eine Zisterzienserin und Äbtissin des Klosters Frauenthal.

## Leben
Meier wuchs mit ihren sechs Schwestern und ihrem Bruder in einer Bauernfamilie auf. Am 4. Dezember 1959 trat sie in das Noviziat des Klosters Frauenthal ein, wo sie am 10. August 1961 die einfache, am 10. August 1964 die feierliche Profess ablegte. Um innerklösterliche Aufgaben zu übernehmen, absolvierte sie im Kloster Heiligkreuz bei Cham eine Ausbildung zur Hauswirtschaftslehrerin. Anschließend wirkte Meier als Klostergärtnerin in Frauenthal.
Am 8. Januar 1981 wählte der Konvent des Klosters Frauenthal unter Vorsitz des Abtpräses Kassian Lauterer Charitas Meier zur Äbtissin. An dieser Wahl durften in Folge der Modifikationen durch das Zweite Vatikanische Konzil erstmals auch die Laienschwestern teilnehmen. Die Benediktion zur Äbtissin erfolgte am 31. März 1981 durch Kassian Lauterer. Ihr Wahlspruch lautete: „Ohne mich könnt ihr nichts tun.“ ((Joh 15,5 )). In Meiers Amtszeit fielen umfangreiche Renovierungsmaßnahmen im Kloster. Nach ihrem altersbedingten Rücktritt 2008 folgte Consolata Bucher zuerst als Priorin–Adminstatorin, ab 2014 als Äbtissin nach. Fortan übernahm Meier verschiedene interne Dienste im Kloster. Sie starb am 4. Dezember 2020, dem Jahrestag ihres Klostereintritts.